# بإب الشصر (القفر)

تعديل مصدري - تعديل

باب الشصر محلة تابعة لقرية قبال، التابعة لعزلة بني سباء بمديرية القفر إحدى مديريات محافظة إب في الجمهورية اليمنية، بلغ تعداد سكانها 47 حسب تعداد اليمن لعام 2004.